# Caught in the Act

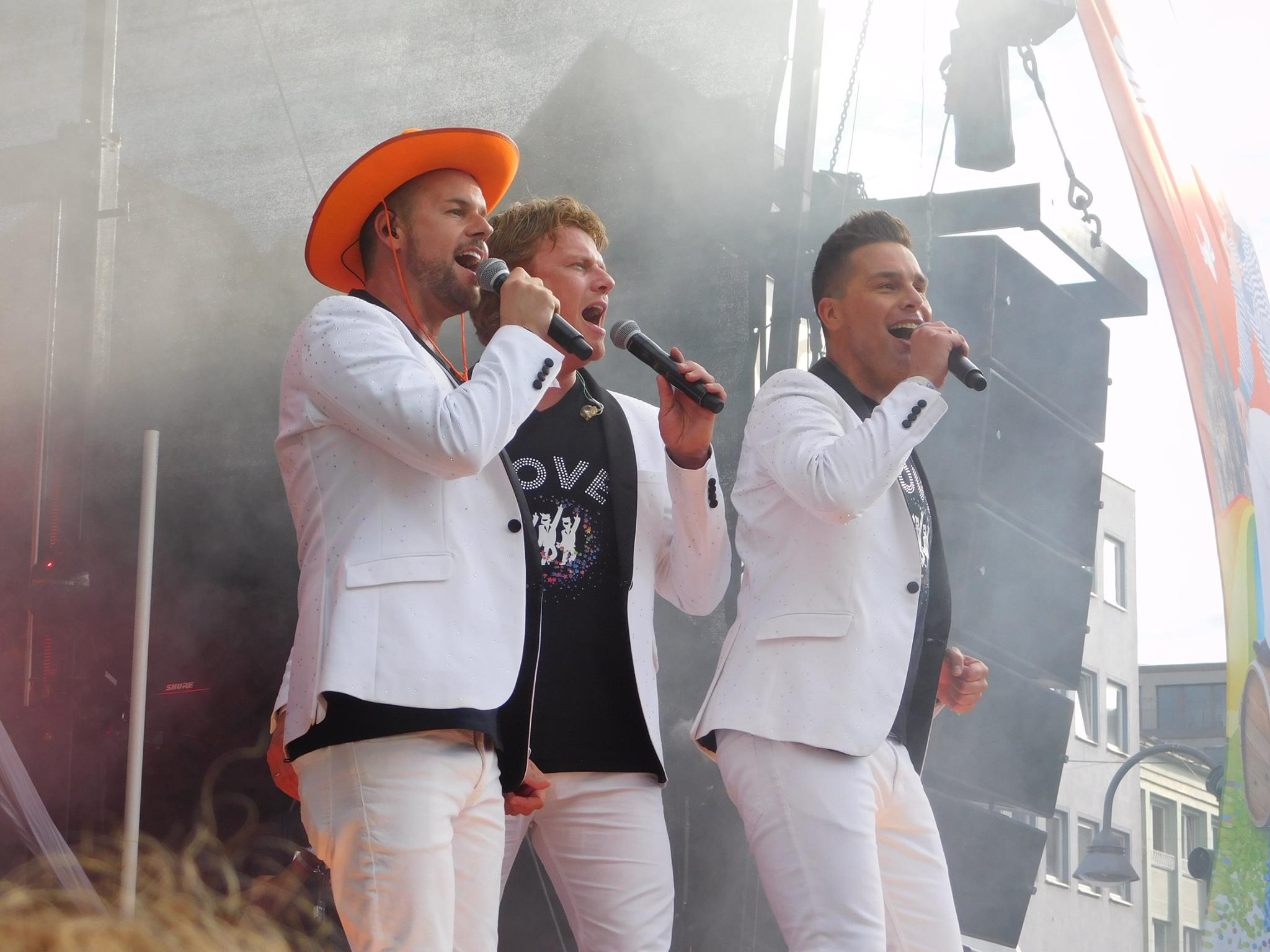
Caught in the Act (2016)

Caught in the Act is een Nederlands-Britse boyband die tussen 1993 en 1998 actief was en sinds 2015 weer bij elkaar is. De band werd opgezet door producer Cees van Leeuwen. Via audities werden de Nederlanders Eloy de Jong en Bastiaan Ragas, en de Engelsen Benjamin Boyce en Lee Baxter uitgekozen om deze nieuwe band te vormen.
De eerste hit van Caught in the Act dateert uit 1993: 'Gonna make u mine'. In Nederland sloeg de groep niet zo aan, maar hij werd behoorlijk populair in Duitsland, vooral na een optreden in de soapserie Gute Zeiten Schlechte Zeiten (de Duitse Goede tijden, slechte tijden). Ook in Scandinavië, Australië, Zuidoost-Azië, Japan en Zuid-Afrika was Caught in the Act populair.
Na een aantal succesvolle jaren ging Caught in the Act in augustus 1998 uit elkaar. Caught in the Act maakte in totaal vier albums, scoorde vijftien hits, en verkocht meer dan 15 miljoen cd's en singles. De band kreeg verscheidene gouden en platina albums.
Na het uiteenvallen van de band begonnen verschillende bandleden een solocarrière, waarvan alleen die van Bastiaan Ragas succesvol verloopt: hij is in verschillende Nederlandse musicals te zien geweest en is succesvol met Nederlandstalige liedjes.
In december 2015 werd bekend dat de groep weer bij elkaar is. Ditmaal als trio omdat Benjamin Boyce niet terugkeert.

## Discografie
| Single met eventuele hitnotering(en) in de Nederlandse Top 40 | Datum van verschijnen | Datum van binnenkomst | Hoogste positie | Aantal weken | Opmerkingen  |
| ------------------------------------------------------------- | --------------------- | --------------------- | --------------- | ------------ | ------------ |
| Gonna make u mine                                             | 1993                  | 10-4-1993             | tip10           |              |              |
| Take me to the limit                                          | 1994                  | 2-4-1994              | tip5            |              | #46 (Top50)  |
| Love is everywhere                                            | 1994                  | --                    | --              |              |              |
| My arms keep missing you                                      | 1995                  | 10-6-1995             | tip15           |              |              |
| Let this love begin                                           | 1995                  | 26-8-1995             | tip4            |              |              |
| You know                                                      | 1995                  | --                    | --              |              |              |
| Don't walk away                                               | 25-03-1996            | --                    | --              |              |              |
| Bring back the love                                           | 1996                  | --                    | --              |              |              |
| Ain't just another story                                      | 1996                  | --                    | --              |              |              |
| Do it for love                                                | 1997                  | --                    | --              |              |              |
| Babe                                                          | 1997                  | --                    | --              |              | #95 (Top100) |
| Baby come back                                                | 1998                  | --                    | --              |              |              |
| Hold on                                                       | 23-07-1998            | --                    | --              |              |              |
| I wanna stay with you forever                                 | 1998                  | --                    | --              |              |              |